# Segundino Navarro
Segundino Navarro (San Juan, Argentina, 15 o 16 de febrero de 1852 - Buenos Aires, Argentina, 21 de diciembre de 1910) fue un abogado, político y escritor argentino, que se destacó en su provincia natal en varios cargos políticos. Además, creó el primer himno en honor a Domingo Faustino Sarmiento, que actualmente se utiliza en la provincia de San Juan.

## Infancia y juventud
Segundino Navarro nació el 15 o el 16 de febrero de 1852, en la ciudad de San Juan, Argentina. Hijo de Segundino J. Navarro y Concepción García, tuvo como su padrino de bautismo a Guillermo Rawson. Tras realizar sus estudios primarios y secundarios en su ciudad natal, se trasladó a la ciudad de Córdoba, para estudiar Derecho en la Universidad. Se recibió de abogado en 1875 y regresó a San Juan.

## Trayectoria política
En 1876, el gobernador Rosauro Doncel lo nombró Juez de Letras  en lo Civil, Comercial y Minas. Tres años más tarde, en 1879, Navarro fue elegido diputado para la Convención Reformadora de la Constitución, que reformó la Constitución Provincial; entre las principales resoluciones, se aprobó un apartado que permitió que el gobernador fuese elegido senador nacional; posteriormente, fue elegido ministro de la Suprema Corte de Justicia de la Provincia.
Fundó el Club Industrial, llegando a ser su presidente en 1881. Años más tarde, se desempeñó como Ministro de Hacienda de los gobernadores Carlos Doncel (1884-1897), Domingo Morón y Justo Castro (1893); durante la gobernación de Morón, Navarro debió resolver una dura crisis político-económica que afectaba a la provincia. Posteriormente, el 5 de junio de 1888, fue nombrado presidente del Banco Provincial de San Juan mediante un decreto.

## Trayectoria literaria

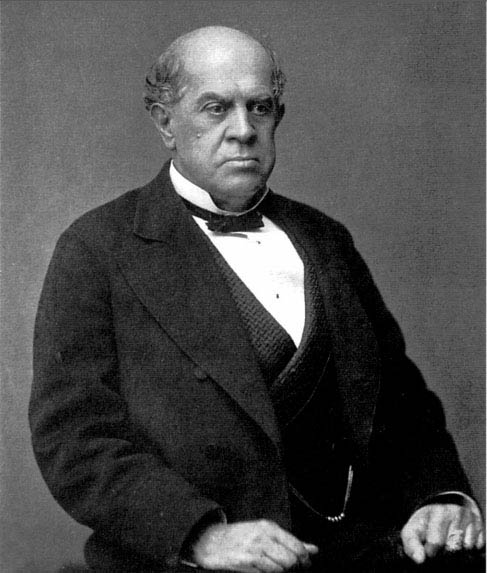
Navarro, quien se casó con una sobrina de D. F. Sarmiento, escribió el primer himno en honor al prócer.

Segundino Navarro contrajo matrimonio con Victorina Lenoir Sarmiento, sobrina de Domingo Faustino Sarmiento; esto le permitió tener un trato cercano con él, llegando a escribir su biografía. También escribió el primer Himno a Sarmiento, que actualmente recuerda al prócer en la provincia; el gobierno provincial le encargó la composición de la pieza musical al compositor italiano Francisco Colecchia. Un decreto promulgado el 27 de agosto de 1904 por el general Enrique Godoy oficializó el uso de este himno en los actos escolares en la provincia. El Himno a Sarmiento comienza así:

Fue su vida la lucha incesante
Contra todo poder que avasalla
Y fue siempre en la ruda batalla
El derecho y la patria su ideal.
El destierro en aislada pobreza
Es la fragua que al genio revela.
Fragmento del Himno a Sarmiento.

Posteriormente, Navarro escribió junto a su esposa el Compendio de Historia Argentina, que fue utilizado durante varios años en las escuelas; también creó el llamado Himno al Árbol.